# 圣乌尔斯 (萨瓦省)
圣乌尔斯（法語：Saint-Ours，法語發音：[sɛ̃.t‿uʁs]）是法国萨瓦省的一个市镇，属于尚贝里区。

## 地理
圣乌尔斯（45°44'54"N, 5°59'21"E）面积4.59 平方千米，位于法国奥弗涅-罗讷-阿尔卑斯大区萨瓦省，该省份为法国东部省份，历史上为薩伏依的一部分，北起上萨瓦省，西接伊泽尔省和安省，南部和东部与上阿尔卑斯省和意大利接壤。
与圣乌尔斯接壤的市镇（或旧市镇、城区）包括：谢纳-莱弗拉斯、屈西、昂特勒拉克。

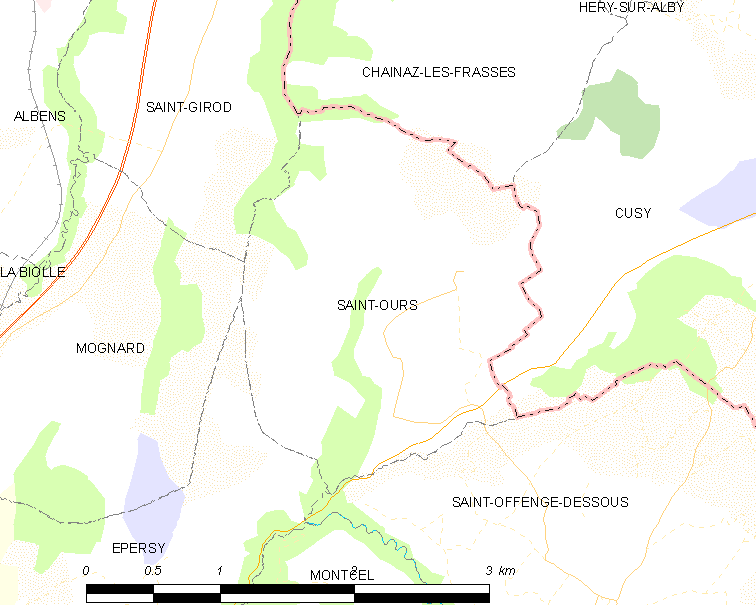
的OSM定位图

圣乌尔斯的时区为UTC+01:00、UTC+02:00（夏令时）。

## 行政
圣乌尔斯的邮政编码为73410，INSEE市镇编码为73265。

## 政治
圣乌尔斯所属的省级选区为艾克斯莱班第一县。

## 人口

1962-2008年间人口变化图示

圣乌尔斯于2022年1月1日时的人口数量为760人。